# Teófilo Gutiérrez
Teófilo Antonio Gutiérrez Roncancio (17 de maig 1985), més conegut com a Teó, és un futbolista colombià que juga com a davanter pel River Plate de l'Argentina.